# Sphecozone
Sphecozone O. P.-Cambridge, 1870 è un genere di ragni appartenente alla famiglia Linyphiidae.

## Distribuzione
Le 34 specie oggi attribuite a questo genere sono state rinvenute in America Latina a differenza di Sphecozone magnipalpis Millidge, 1993 che è stata rinvenuta negli Stati Uniti.

## Tassonomia
Considerato un sinonimo anteriore di Hypselistoides Tullgren, 1901, da uno studio di Millidge del 1985; di Brattia Simon, 1894 da un lavoro di Miller del 1991; e di Clitolyna Simon, 1894 e Gymnocymbium Millidge, 1991 da uno studio di Miller del 2007.
Non è invece considerato sinonimo anteriore di Ceratinella Emerton, 1882 e di Ceratinopsis Emerton, 1882, secondo uno studio di Millidge del 1991 e contra uno studio di Wunderlich del 1987..
A giugno 2012, si compone di 34 specie:
1. Sphecozone altehabitans (Keyserling, 1886)[3] — Perù
2. Sphecozone alticeps Millidge, 1991 — Colombia
3. Sphecozone araeonciformis (Simon, 1895)[4] — Argentina
4. Sphecozone bicolor (Nicolet, 1849) — Cile, Argentina
5. Sphecozone capitata Millidge, 1991 — Perù
6. Sphecozone castanea (Millidge, 1991) — Brasile
7. Sphecozone corniculans Millidge, 1991 — Colombia
8. Sphecozone cornuta Millidge, 1991 — Argentina
9. Sphecozone crassa (Millidge, 1991) — Colombia, Brasile
10. Sphecozone crinita Millidge, 1991 — Ecuador
11. Sphecozone diversicolor (Keyserling, 1886)[4] — Brasile, Argentina
12. Sphecozone fastibilis (Keyserling, 1886) — Brasile, Argentina
13. Sphecozone formosa (Millidge, 1991) — Ecuador
14. Sphecozone gravis (Millidge, 1991) — Bolivia
15. Sphecozone ignigena (Keyserling, 1886)[3] — Brasile, Argentina
16. Sphecozone labiata (Keyserling, 1886)[3] — Brasile
17. Sphecozone lobata Millidge, 1991 — Isole Juan Fernandez
18. Sphecozone longipes (Strand, 1908) — Perù
19. Sphecozone magnipalpis Millidge, 1993 — USA
20. Sphecozone melanocephala (Millidge, 1991) — Brasile
21. Sphecozone modesta (Nicolet, 1849) — Bolivia, Brasile, Cile, Argentina
22. Sphecozone modica Millidge, 1991 — Argentina
23. Sphecozone nigripes Millidge, 1991 — Perù
24. Sphecozone nitens Millidge, 1991 — Ecuador, Perù
25. Sphecozone niwina (Chamberlin, 1916)[3] — Perù, Bolivia, Cile
26. Sphecozone novaeteutoniae (Baert, 1987) — Brasile
27. Sphecozone personata (Simon, 1894) — Brasile
28. Sphecozone rostrata Millidge, 1991 — Brasile
29. Sphecozone rubescens O. P.-Cambridge, 1870[5] — Brasile, Paraguay, Argentina
30. Sphecozone rubicunda (Keyserling, 1886)[4] — Perù
31. Sphecozone spadicaria (Simon, 1894) — Colombia, Trinidad, Venezuela
32. Sphecozone tumidosa (Keyserling, 1886)[4] — Brasile, Argentina
33. Sphecozone varia Millidge, 1991 — Perù
34. Sphecozone venialis (Keyserling, 1886)[3] — Brasile, Argentina

### Specie trasferite
- Sphecozone acripes (Denis, 1962); trasferita al genere Ceratinopsis Emerton, 1882[1].
- Sphecozone africana (Simon, 1894); trasferita al genere Pachydelphus Jocqué & Bosmans, 1983[1].
- Sphecozone asiatica (Andreeva & Tyschchenko, 1970); trasferita al genere Styloctetor Simon, 1884[1].
- Sphecozone dentimana (Simon, 1886); trasferita al genere Nematogmus Simon, 1884[1].
- Sphecozone dubia (Tullgren, 1910); trasferita al genere Anelosimus Sundevall, 1833[1].
- Sphecozone infuscata (Denis, 1962); trasferita al genere Ceratinopsis Emerton, 1882[1].
- Sphecozone machadoi (Miller, 1970); trasferita al genere Ceratinopsis Emerton, 1882[1].
- Sphecozone nigra O. P.-Cambridge, 1882; trasferita al genere Tutaibo Chamberlin, 1916[1].
- Sphecozone scutila (Simon, 1894); trasferita al genere Apobrata Miller, 2004[1].
- Sphecozone romana (O. P.-Cambridge, 1872); trasferita al genere Styloctetor Simon, 1884[1].
- Sphecozone rugosa Millidge, 1991; trasferita al genere Moyosi Miller, 2007[1].
- Sphecozone taurica (Thorell, 1875); trasferita al genere Styloctetor Simon, 1884[1].

### Sinonimi
- Sphecozone affinis (Tullgren, 1901) è considerato sinonimo di S. bicolor (Nicolet, 1849) in seguito ad uno studio dell'aracnologo Miller del 2007[1].
- Sphecozone ardens Millidge, 1985 è considerato sinonimo di S. bicolor (Nicolet, 1849) in seguito ad uno studio dell'aracnologo Miller del 2007[1].
- Sphecozone aurantia Millidge, 1991 è considerato sinonimo di S. niwina (Chamberlin, 1916) in seguito ad uno studio dell'aracnologo Miller del 2007[1].
- Sphecozone cristata Millidge, 1991 è considerato sinonimo di S. diversicolor (Keyserling, 1886) in seguito ad uno studio dell'aracnologo Miller del 2007[1].
- Sphecozone distincta (Nicolet, 1849) è considerato sinonimo di S. modesta (Nicolet, 1849) in seguito ad uno studio dell'aracnologo Miller del 2007[1].
- Sphecozone fuscipes Millidge, 1991 è considerato sinonimo di S. rubicunda (Keyserling, 1886) in seguito ad uno studio dell'aracnologo Miller del 2007[1].
- Sphecozone nigriana (Keyserling, 1886) è considerato sinonimo di S. rubescens O. P.-Cambridge, 1870 in seguito ad uno studio dell'aracnologo van Helsdingen del 1979, contra uno studio dell'aracnologo Ivie del 1967[1].
- Sphecozone nigriceps Millidge, 1991 è considerato sinonimo di S. venialis (Keyserling, 1886) in seguito ad uno studio dell'aracnologo Miller del 2007[1].
- Sphecozone propinquum (Millidge, 1991) è considerato sinonimo di S. crassa (Millidge, 1991) in seguito ad uno studio dell'aracnologo Miller del 2007[1].
- Sphecozone pulchra Millidge, 1991 è considerato sinonimo di S. altehabitans (Keyserling, 1886) in seguito ad uno studio dell'aracnologo Miller del 2007[1].
- Sphecozone taibo (Chamberlin, 1916) è considerato sinonimo di S. niwina (Chamberlin, 1916) in seguito ad uno studio dell'aracnologo Miller del 2007[1].
- Sphecozone tincta Millidge, 1991 è considerato sinonimo di S. ignigena (Keyserling, 1886) in seguito ad uno studio dell'aracnologo Miller del 2007[1].
- Sphecozone vegeta (Keyserling, 1891 è considerato sinonimo di S. rubescens O. P.-Cambridge, 1870 in seguito ad uno studio dell'aracnologo Miller del 2007[1].

### Nomina dubia
- Sphecozone electa (Crosby, 1905); esemplare reperito negli Stati Uniti, a seguito di un lavoro di Miller del 2007 è da ritenersi nomen dubium[1].